# Chacal doré
Canis aureus
Espèce
Statut de conservation UICN

 LC  : Préoccupation mineure
Statut CITES
Le Chacal doré ou Chacal commun (Canis aureus) est une espèce de chacals de la famille des Canidae, originaire d'Europe, du Moyen-Orient et d'Asie du sud. Mammifère opportuniste, il se nourrit à la fois de fruits, d'insectes, d'oiseaux et de rongeurs qu'il chasse, mais également de cadavres d'animaux morts de plus grande taille. En tant que charognard, son rôle de nettoyeur des carcasses contribue à limiter la propagation des zoonoses. Il s'agit d'un animal crépusculaire et nocturne de nature discrète qui, contrairement à d'autres prédateurs de taille moyenne, ne s'attaque habituellement pas aux animaux d'élevage. Sa densité de population se situe entre 0,2 et 4,8 groupes/10 km² ce qui reste faible et ne permet pas toujours de confirmer sa présence avec certitude.

## Caractéristiques

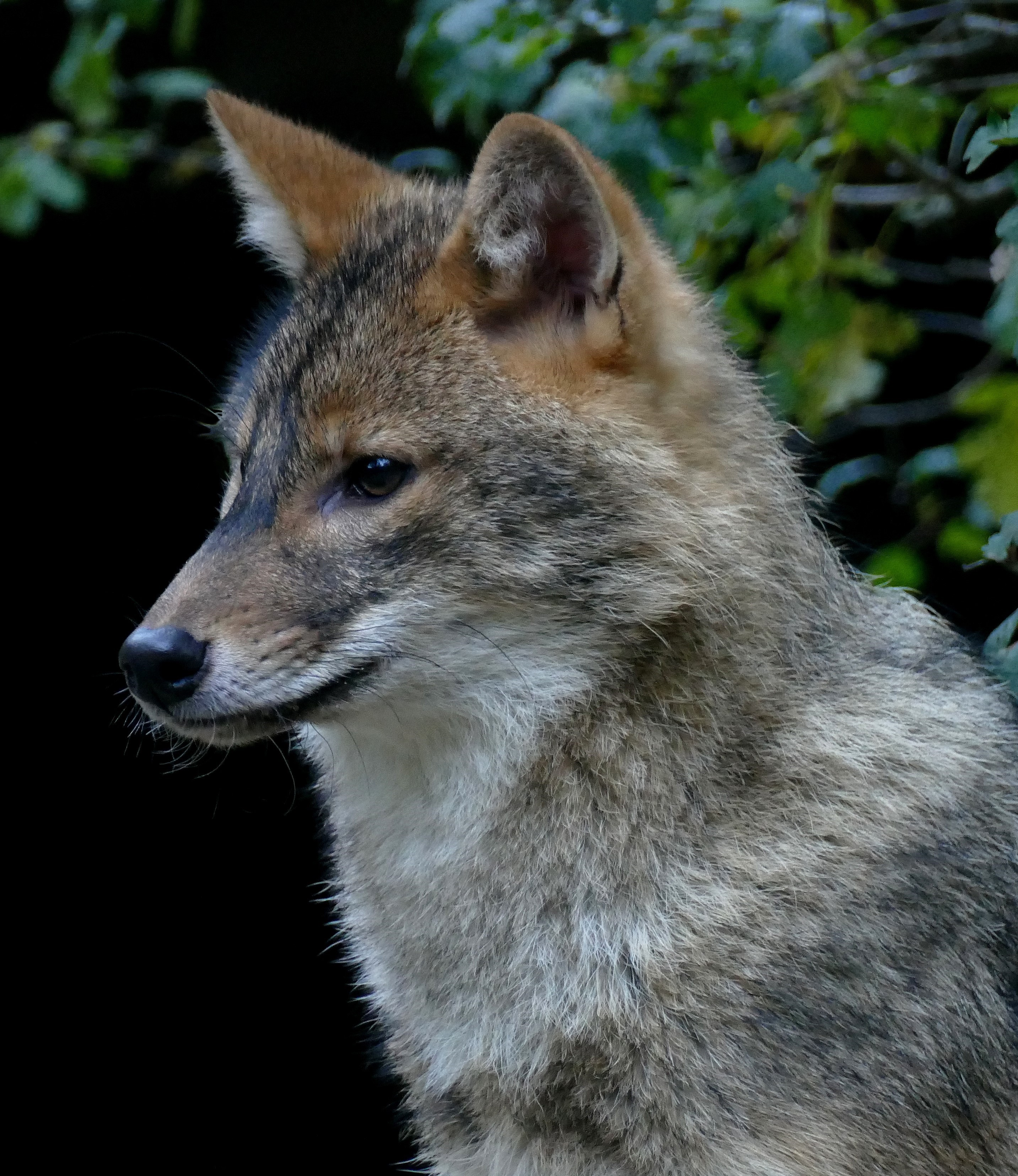
Chacal doré

Le chacal doré ressemble au loup gris, mais il s'en distingue par sa taille plus petite, son poids plus faible, son torse plus allongé, son front moins proéminent, ses pattes et sa queue plus courtes et son museau plus étroit et plus pointu. Les pattes sont longues par rapport au corps, et les pieds sont minces avec de petits coussinets. Les mâles mesurent 71 à 85 cm de long et les femelles 69 à 73 cm. Les mâles pèsent de 6 à 14 kg et les femelles de 7 à 11 kg. La hauteur au garrot est de 45 à 50 cm pour les deux. À titre de comparaison, la plus petite sous-espèce de loup est le loup d'Arabie (Canis lupus arabs), qui pèse en moyenne 20 kg.

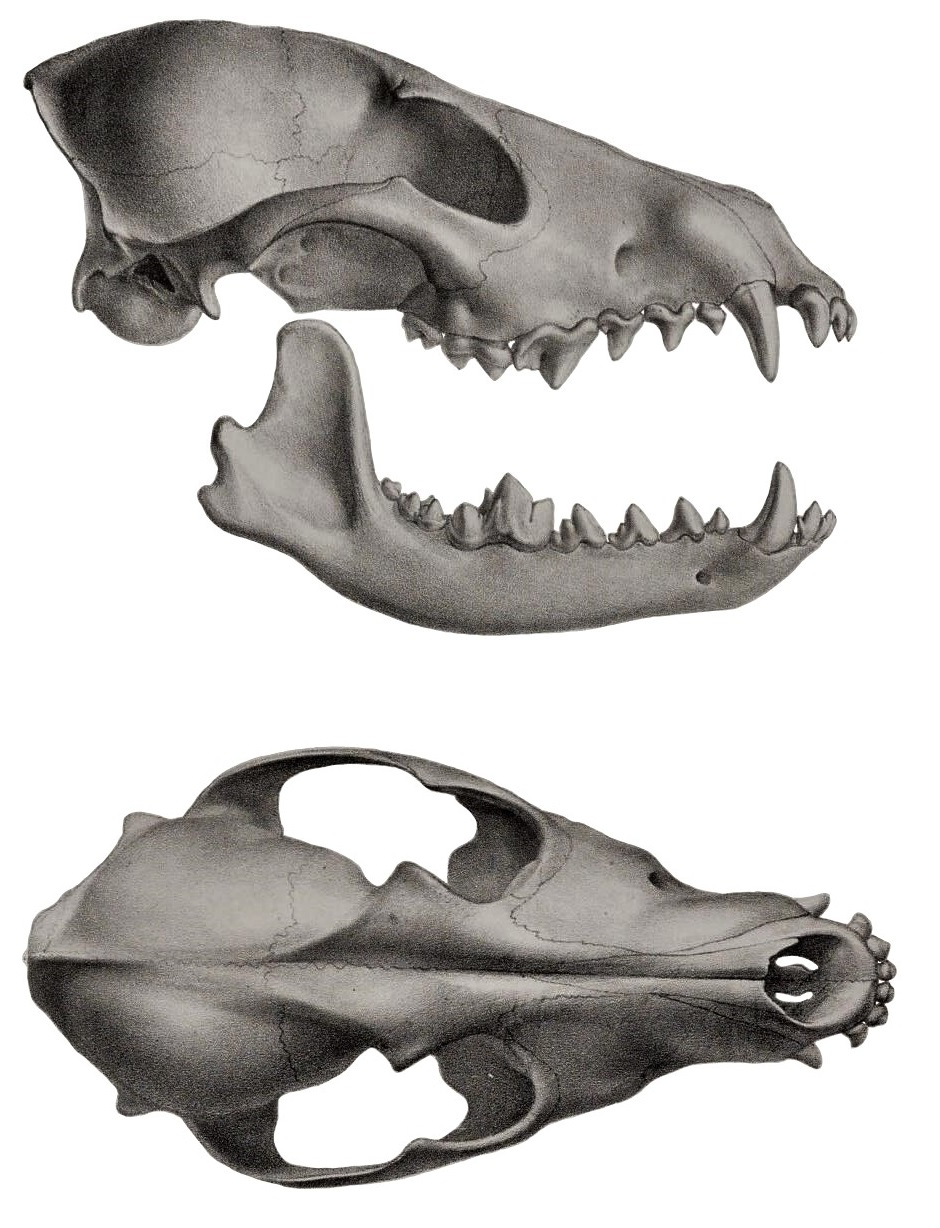
Illustration du crâne d'un chacal doré

Le crâne du chacal doré est semblable à celui du dingo, et est plus proche de ceux du coyote (C. latrans) et du loup gris (C. lupus) que de ceux du chacal à chabraque (L. mesomalas), du chacal à flancs rayés (L. adustus), et du loup d'Abyssinie (C. simensis). Par rapport à celui du loup, le crâne du chacal doré est plus petit, avec une région nasale plus basse et une région faciale plus courte. Ses canines sont légèrement plus fines et ses carnassières moins développées. Le chacal doré est une espèce moins spécialisée que le loup gris, et ces caractéristiques crâniennes sont liées à son régime alimentaire composé de petits oiseaux, de rongeurs, de petits vertébrés, d'insectes, de charognes, de fruits et de quelques végétaux. Le chacal doré développe parfois une excroissance cornée sur le crâne, appelée corne de chacal, qui mesure généralement 1,3 cm de long et qui est cachée par la fourrure. Cette particularité était autrefois associée à des pouvoirs magiques par les habitants du Sri Lanka.
La fourrure du chacal est relativement courte, avec une couleur de base dorée, variant selon les saisons d'un jaune crème pâle à un fauve foncé. La fourrure du dos est composée d'un mélange de poils noirs, bruns et blancs, donnant parfois l'apparence d'une selle sombre comme celle du chacal à chabraque. Les parties inférieures sont rousses à crème. Le pelage des chacals vivant en haute altitude a tendance à être plus beige que celui de leurs congénères de plaine, tandis que celui des chacals des régions rocheuses et montagneuses présente une teinte plus grise. La queue touffue a une extrémité foncée fauve à noire. Le mélanisme peut provoquer un pelage sombre chez certains chacals dorés, une coloration autrefois assez commune au Bengale. Contrairement aux loups et aux coyotes mélaniques dont la pigmentation sombre provient de croisements avec des chiens domestiques, le mélanisme chez les chacals dorés provient probablement d'une mutation indépendante qui pourrait être un trait adaptatif. Un chacal blanc potentiellement albinos a été photographié dans le sud-est de l'Iran en 2012.
Le chacal mue deux fois par an, au printemps et en automne. En Transcaucasie et au Tadjikistan, la mue de printemps commence à la fin de l'hiver, à la mi-février si l'hiver a été chaud et à la mi-mars si l'hiver a été froid. La mue de printemps dure de 60 à 65 jours. Si l'animal est malade, il ne perd que la moitié de sa fourrure hivernale. La mue de printemps commence par la tête et les membres puis s'étend aux flancs, à la poitrine, au ventre et à la croupe, et se termine à la queue. La mue d'automne a lieu à partir de la mi-septembre avec la pousse de la fourrure d'hiver, la perte de la fourrure d'été a lieu en même temps. Le développement du pelage hivernal commence par la croupe et la queue et s'étend au dos, aux flancs, au ventre, à la poitrine, aux membres et à la tête, la fourrure d'hiver complète étant atteinte à la fin du mois de novembre.

## Écologie et comportement
Il s’agit d’une espèce sociale, dont l'unité de base sociale se compose d'un couple en état de se reproduire, accompagné de ses petits.
Contrairement aux idées reçues, ce canidé est fidèle à son clan.
Parce qu’il peut se déplacer plusieurs jours sans boire, ni beaucoup manger, le chacal doré est adapté aux milieux arides et aux grands espaces.

### Alimentation

#### Un animal opportuniste
Très opportuniste, le chacal doré est capable d'exploiter un grand nombre de ressources alimentaires allant de fruits et d'insectes à des ongulés de petite taille. En Europe de l'Est une étude a conclu que sa niche trophique était proche de celle du renard ; d'après les analyses d'excréments : petits mammifères (35 % sur la base de la fréquence d'occurrence et de 36 % sur la base de la biomasse) et cadavres de sangliers, chevreuils... (35 et 48 %, respectivement, sur la base des mêmes paramètres). Lors de cette étude, aucune espèce domestique ou petite espèce chassée (lapin, chevreuil) n'était consommée, ni aucun poisson. Quelques oiseaux, reptiles, amphibiens, arthropodes et des matières végétales complétaient ce régime, à la marge. Dans le sud de la Grèce, avec quelques variations annuelles, son régime alimentaire est composé de micromammifères essentiellement (fréquence de 42,7 %, biomasse 69,8 %) et d'oiseaux (12,0 %, 27,7 % de la biomasse) avec souvent des végétaux/fruits (27,3 % en fréquence), des insectes (18,0 % en fréquence) mais qui ne représentent qu'une faible part de la biomasse ingérée.
Il est volontiers nécrophage, mais comme la hyène il n’est pas un simple éboueur du désert ; léger, agile et opportuniste, il allie le flair et la rapidité du chien de chasse à la ruse du renard. Sa technique la plus usitée consiste à poursuivre une proie vulnérable (malade, vieille, blessée) jusqu’à l’épuisement, puis à lui mordre les tendons pour la faire tomber. Le chacal doré attaque alors directement le ventre qu’il éviscère. Les rongeurs sont souvent sa principale source de nourriture (ex : 45 % de sa ressource calorique totale dans une zone aride d'Inde) mais il peut exceptionnellement s'attaquer à des proies plus grandes (jeunes moutons ou vaches en Israël ; souvent dans les deux jours suivant la mise bas) ; si la taille de la proie est importante, les morceaux sont éparpillés dans des cachettes qui servent de garde-manger.

#### Techniques de chasses
Le chacal doré chasse souvent seul, parfois en couple, mais rarement en meute. Lorsqu'il chasse seul, il trotte dans une zone précise et s'arrête parfois pour renifler et écouter. Une fois la proie localisée, le chacal se cache, s'approche rapidement de sa proie et se jette sur elle. Les chacals solitaires chassent des rongeurs, des lièvres et des oiseaux. Ils chassent les rongeurs dans l'herbe en les localisant grâce à leur ouïe avant de sauter en l'air et de se jeter sur eux. En Inde, ils peuvent extraire des gerbilles d'Inde de leurs terriers et chasser des ongulés jeunes, vieux ou blessés pesant jusqu'à 4 à 5 fois leur poids. Pendant la période de mise bas des antilopes cervicapres, les chacals recherchent tout au long de la journée les nouveau-nés qui se cachent. Les chacals dorés chassent de préférence tôt le matin et tard le soir. Lorsqu'ils chassent en couple ou en meute, les chacals courent parallèlement à leur proie et la rattrapent simultanément.
La chasse en meute de langurs a été observée en Inde. Des meutes de 5 à 18 chacals fouillant les carcasses de grands ongulés ont été observées en Inde et en Israël. Des meutes de 8 à 12 chacals composées de plusieurs familles ont également été observées en été en Transcaucasie. En Inde, les busards cendrés et les busards pâles se perchent par centaines dans les prairies lors de leur migration hivernale. Les chacals s'approchent des busards perchés et se précipitent sur eux, essayant d'en attraper avant qu'ils puissent s'échapper.

#### Coopérations interspécifiques
En Asie du Sud-Est, les chacals dorés chassent souvent aux côtés des meutes de dholes. Dans le parc national de Velavadar, en Inde, ils ont été observés suivant les loups indiens (Canis lupus pallipes) lorsque ceux-ci sont à la chasse, se nourrissant des dépouilles laissées par les loups sans aucune hostilité de la part de ces derniers. En Inde, les chacals solitaires expulsés de leur meute forment des relations de commensalité avec les tigres. Ces chacals solitaires, connus sous le nom de kol-bahl, s'associent à un tigre particulier et le suivent avec une distance de sûreté pour se nourrir de ses prises. Un kol-bahl peut même signaler au tigre la présence d'une proie en émettant un certain type de cri. Les tigres tolèrent ces chacals, un canidé a notamment été observé marchant parmi trois tigres. Les chacals dorés et les sangliers peuvent occuper le même territoire.

### Cri
Le chacal jappe, piaule ou aboie.

### Comportements sociaux

#### Reproduction
Les chacals dorés sont monogames et restent avec le même partenaire jusqu'à la mort. Les femelles chacals n'ont qu'un seul cycle de reproduction par an. La reproduction a lieu d'octobre à mars en Israël et de février à mars en Inde, au Turkménistan, en Bulgarie et en Transcaucasie, la période d'accouplement pouvant durer jusqu'à 26-28 jours. Les femelles ayant leur premier œstrus sont souvent poursuivies par plusieurs mâles qui peuvent se quereller entre eux. L'accouplement se traduit par un lien copulatoire qui dure plusieurs minutes, comme c'est le cas chez la plupart des autres canidés (à l'exception du chien viverrin et du chien des buissons). La gestation dure 63 jours et le calendrier des naissances coïncide avec l'abondance annuelle de nourriture
En Inde, le chacal doré s'empare des tanières du renard du Bengale et du porc-épic indien, et utilise les tanières abandonnées du loup gris. Le creusement des tanières y commence entre la fin avril et le mois de mai, et les tanières sont situées dans les zones de broussailles. Les rivières, les ravins et les talus des routes et des barrages sont des emplacements de prédilection. Les tuyaux de drainage et les ponceaux sont parfois utilisés comme tanières. Les tanières mesurent 2 à 3 m de long et 0,5 à 1 m de profondeur, avec 1 à 3 ouvertures. Les jeunes peuvent être déplacés entre 2 et 4 tanières. Le mâle aide à creuser la tanière et à élever les petits. Dans le Caucase et en Transcaucasie, le terrier est situé sous des arbustes épais, sur les pentes de ravins, ou sur des surfaces planes. Au Daghestan et en Azerbaïdjan, les portées sont parfois situées dans les creux des arbres tombés, parmi les racines des arbres, et sous les pierres des berges des rivières. Au Tadjikistan, les chacals construisent des nids dans les hautes herbes, les arbustes et les ouvertures de roseaux.
En Transcaucasie, les bébés chacals dorés naissent de fin mars à fin avril, et dans le nord-est de l'Italie à la fin avril. Au Népal, ils peuvent naître à n'importe quel moment de l'année. Le nombre de petits par portée varie géographiquement. Les chacals de Transcaucasie donnent naissance à 3 à 8 petits, ceux du Tadjikistan à 3 à 7, ceux d'Ouzbékistan à 2 à 8 et ceux de Bulgarie à 4 à 7 petits. En Inde, la moyenne est de quatre petits. Les petits naissent avec les yeux fermés, qui s'ouvrent après 8 à 11 jours, les oreilles se dressant quant à elles après 10 à 13 jours. Leurs dents apparaissent 11 jours après la naissance et leur pousse se termine après cinq mois. Les petits naissent avec une fourrure douce dont la couleur varie du gris clair au brun foncé. À l'âge d'un mois, ils perdent leur fourrure et la remplacent par un nouveau pelage roux tacheté de noir. Les chiots ont une croissance rapide et pèsent 0,201 à 0,214 kg à l'âge de deux jours, 0,560 à 0,726 kg à un mois et 2,700 à 3,250 kg à quatre mois. Les femelles possèdent quatre paires de glandes mammaires et la lactation dure jusqu'à 8 à 10 semaines. Les chiots commencent à manger de la viande à l'âge de 15 à 20 jours mais, étant trop jeunes pour chasser, ce sont les parents qui les nourrissent en régurgitant des portions de viande.
Les chiots se battent sans retenue avec leurs frères et sœurs à partir de l'âge de 2 semaines, les blessures n'étant évitées que grâce aux muscles de la mâchoire qui ne sont pas encore assez développés. Ces bagarres font ensuite place à des jeux de poursuite et au développement de l'aptitude à la course vers 4 à 5 semaines. Les chiots chacals dorés développent une certaine agressivité à l'âge de 4 à 6 semaines, les combats ludiques dégénérant alors fréquemment en morsures destinées à blesser. Cette agressivité cesse à l'âge de 10 à 12 semaines, lorsqu'une hiérarchie se forme au sein de la portée. Une fois la période d'allaitement terminée, la femelle chasse les petits. Les chiots nés tardivement restent avec leur mère jusqu'au début de l'automne. Les femelles atteignent la maturité sexuelle après 10-11 mois, les mâles après 21-22 mois.

## Habitat et répartition

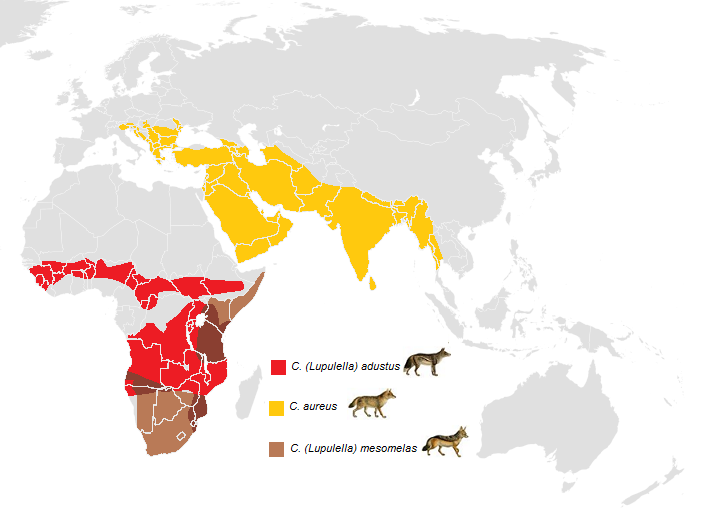
Répartition du Chacal doré, en jaune, en 2005.

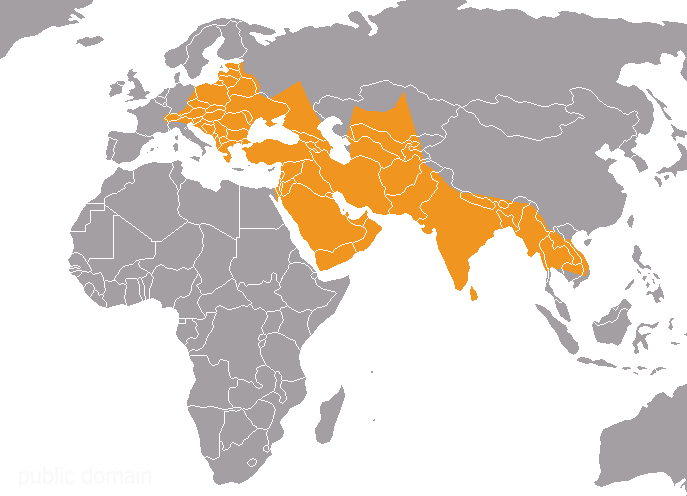
Répartition du Chacal doré en 2018 illustrant son expansion rapide vers le nord, tant en Europe qu'en Asie centrale.

Autrefois largement présent (selon des preuves paléontologiques fossiles), c'est l'une des espèces de canidés les plus répandues dans le monde, avec de vastes territoires en Europe centrale, Europe de l'Est, Afrique du Nord et dans certaines régions d'Asie(Birmanie, Inde). Son aire de répartition s'étend aujourd'hui rapidement en Europe de l'Ouest, occupant des zones où il n'y a plus ou très peu de loups. Cette colonisation, d'un animal déjà présent au sud-est du continent, étant naturelle et liée à une évolution de l'environnement, la Commission européenne conclut en 2016 qu'il ne doit pas être considéré comme une espèce exotique envahissante.
Il a survécu dans des zones reculées, souvent désertiques, mais ce n'est pas une espèce uniquement adaptée aux pays chauds : il est fréquent au Paléolithique dans le Caucase, et comme la hyène et la genette commune (Genetta genetta) il a été contemporain des bisons, aurochs, mammouths et autres exemples de la faune contemporaine de l'Homme préhistorique en Europe durant les dernières périodes interglaciaires,,. La période de présence et l'emprise de son aire de répartition dans la partie Ouest de l'Europe fait encore débat.
Depuis le Moyen Âge et surtout dans la période moderne sa répartition européenne semble avoir été très fluctuante, avec notamment des baisses spectaculaires jusqu'en 1960, une période de récupération (années 1960, années 1970) puis une expansion notamment vers le nord-ouest de l'Europe (depuis le début des années 1980).
En Europe, des populations actuelles sont centrées dans cinq zones : en Europe du Sud-Est, dans le Caucase, dans le sud de la Grèce et l'île de Samos et plus récemment autour de la mer Baltique. Sa récente expansion voire apparition dans certains États-membres (récemment dans les États baltes avec de premières observations en 2011 en Estonie puis en 2013 en Lettonie et en 2015 en Lituanie) d'où il avait disparu depuis longtemps et où il est spontanément arrivé avait conduit à le faire désigner comme « espèce exotique » voire comme « potentiellement envahissante ».
Une première étude génétique internationale parue en 2015 dans PLOS One a donc porté sur l'espèce à l'échelle continentale (incluant des échantillons d'ADN de populations encore génétiquement mal étudiées, dont de la péninsule du Péloponnèse de l'île grecque de Samos et du Caucase).
Sur cette base, la Commission européenne a conclu en 2016 que cette espèce ne doit pas être traitée en Europe comme une espèce exotique ; les données scientifiques issues de la biologie moléculaire montrent que le chacal doré n'a pas été introduit dans les pays européens par l'Homme, il ne doit donc pas être traité comme étranger,.

### France
Il est observé en France pour la première fois fin 2017, une arrivée attendue depuis quelques années. Un individu est photographié par un piège automatique dans le Chablais, en Haute-Savoie fin 2017, sa présence est confirmée par une campagne d'étude en 2018

Fin 2020, il est pris en photo dans les Deux-Sèvres.
Un autre est photographié dans le Finistère en mars 2022 .

Fin avril 2023, il est vu en Loire-Atlantique et en juin de la même année, il est photographié près d'Oberbronn dans les Vosges du Nord.

En mars 2025, il est aperçu par des randonneurs dans la Réserve naturelle nationale de l'estuaire de la Seine en Seine-Maritime.
En avril 2025, l’office français de la biodiversité a confirmé l'observation d'un chacal doré dans l'Hérault,.

### Suisse
Il est aperçu en Suisse à l'automne 2011 ainsi qu'en 2015 dans les Grisons. Début 2016, un chacal doré est abattu par mégarde dans la région de Surselva (Grisons, Suisse). Il s'agit de la première preuve tangible de l'existence de cette espèce en Suisse. En décembre 2018 et en février 2019, un individu est filmé par un appareil à déclenchement automatique dans les bois de Jussy dans le canton de Genève, Suisse. Un photographe amateur en a photographié un à Bulle, dans le canton de Fribourg, Suisse, en avril 2021, en bordure d’une route forestière.

### Allemagne
En septembre 2020, six moutons sont dévorés à Kranenburg, dans le land allemand de Rhénanie-du-Nord-Westphalie, près de la frontière néerlandaise.

### Italie
En Italie l'espèce, arrivée en 1985, est en expansion rapide depuis le nord-est du pays. Elle est actuellement[Quand ?] présente dans toute la partie septentrionale et sa dispersion vers le sud pourrait être limitée par la présence du Loup gris.
La population italienne est estimée fin 2021 à plus de deux cents individus, répartis en une quarantaine de groupes composés de trois à sept membres.

### Nord de l'Europe
Il est également identifié au printemps 2013 sur l'île d'Hiiumaa en Estonie dans la mer Baltique. Il aurait gagné cette vaste île en traversant la banquise.

En septembre 2015, un individu tué sur la route par un véhicule est identifié dans le Jutland au Danemark.

## Classification
Malgré son nom, le chacal doré n'est pas étroitement lié aux autres espèces de chacal : des études morphologiques et moléculaires indiquent une plus grande affinité avec le loup gris et le coyote.

### Liste des sous-espèces éventuelles
Selon le guide Delachaux :
- sous-espèce Canis aureus aureus, chacal doré de Perse
- sous-espèce Canis aureus cruesemanni, chacal doré d'Asie du Sud-Est
- sous-espèce Canis aureus indicus, chacal doré d'Inde
- sous-espèce Canis aureus moreoticus, chacal doré d'Europe
- sous-espèce Canis aureus naria, chacal doré du Sri Lanka
- sous-espèce Canis aureus syriacus, chacal doré de Syrie

Selon MSW il existe les sous-espèces suivantes :
- Canis aureus algirensis
- Canis aureus anthus
- Canis aureus aureus
- Canis aureus bea
- Canis aureus cruesemanni
- Canis aureus ecsedensis
- Canis aureus indicus
- Canis aureus lupaster
- Canis aureus moreotica
- Canis aureus naria
- Canis aureus riparius
- Canis aureus soudanicus
- Canis aureus syriacus

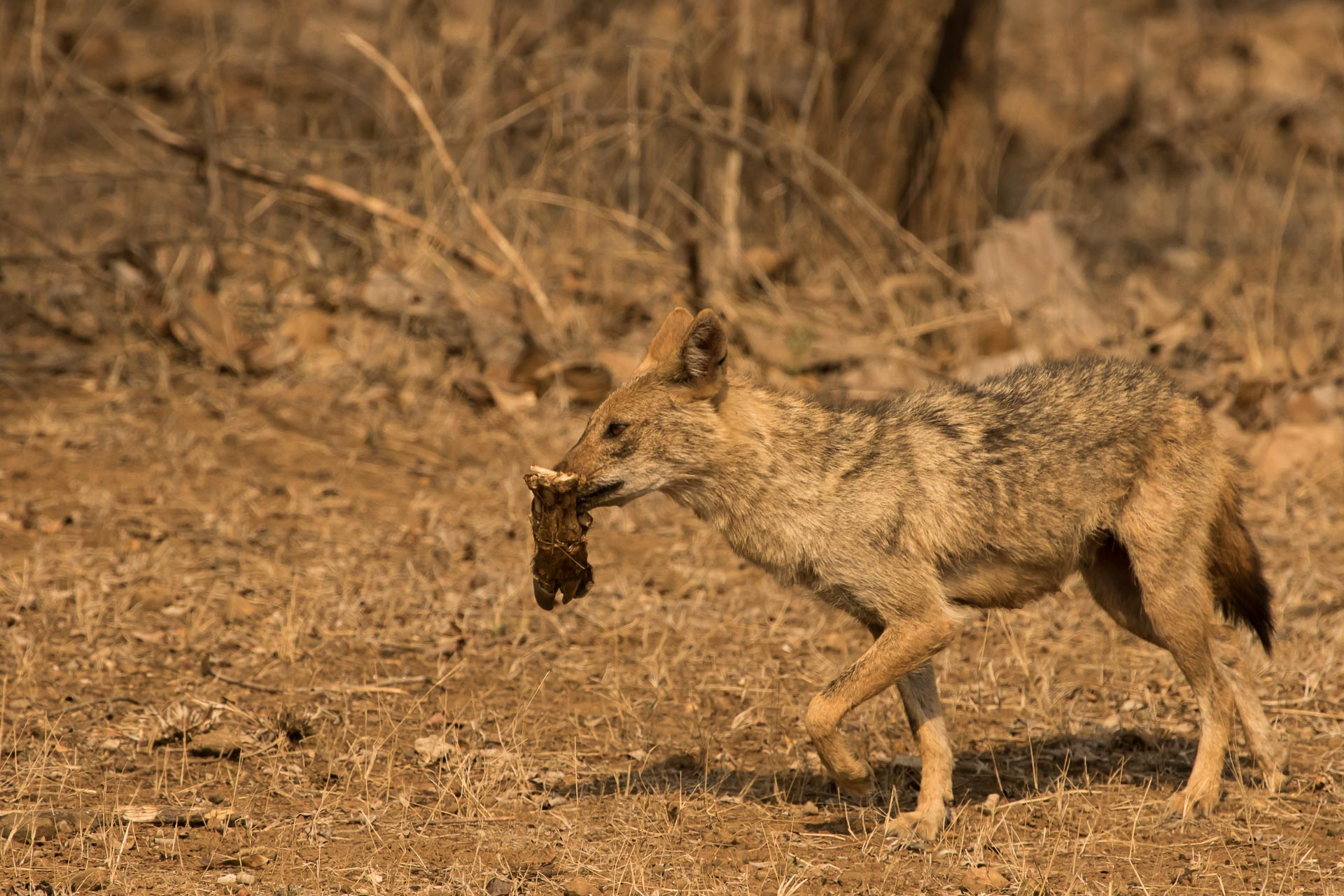
Canis aureus aureus en Inde, parc national et sanctuaire faunique de Gir
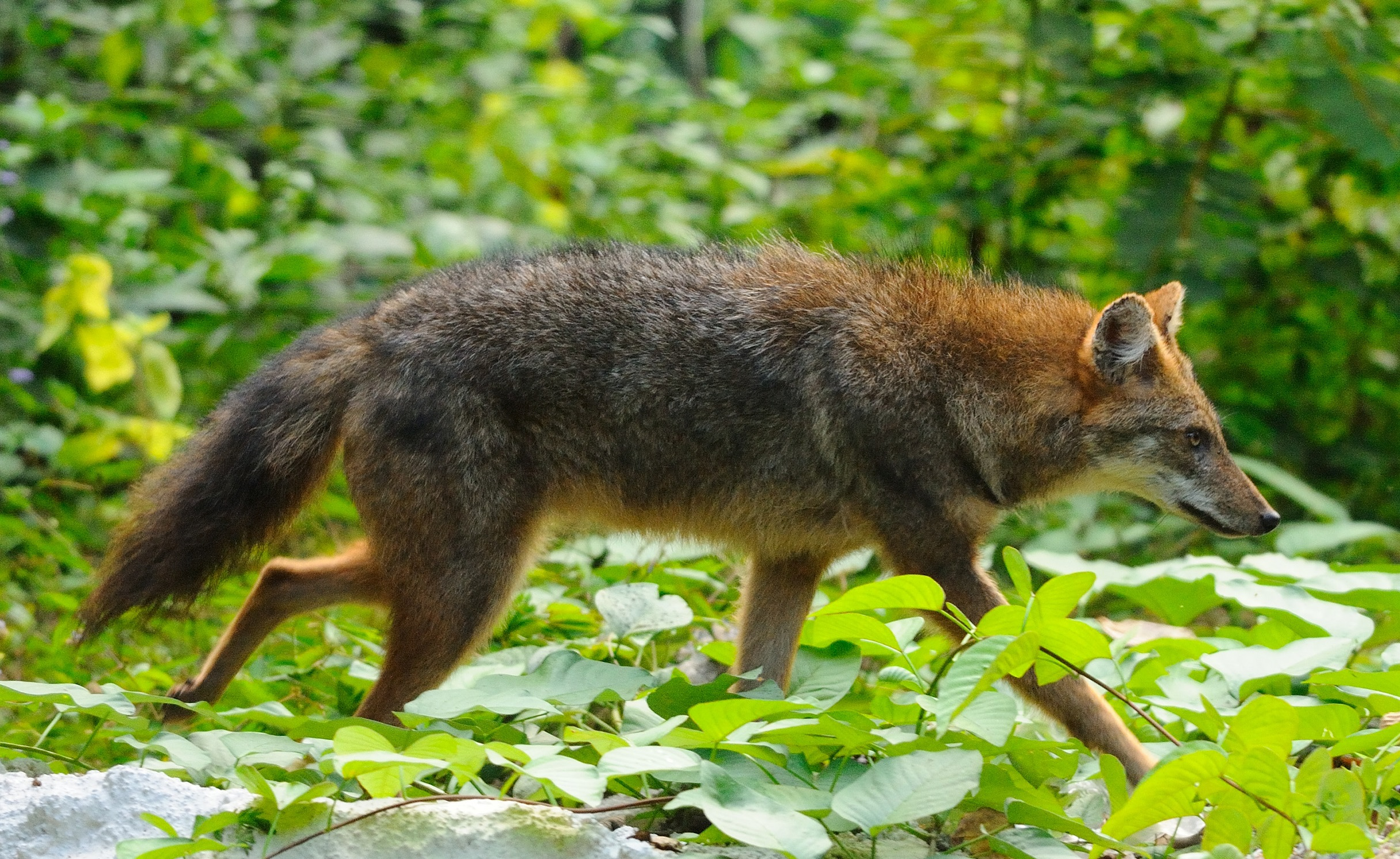
Canis aureus cruesemanni en Thaïlande, parc national de Kaeng Krachan
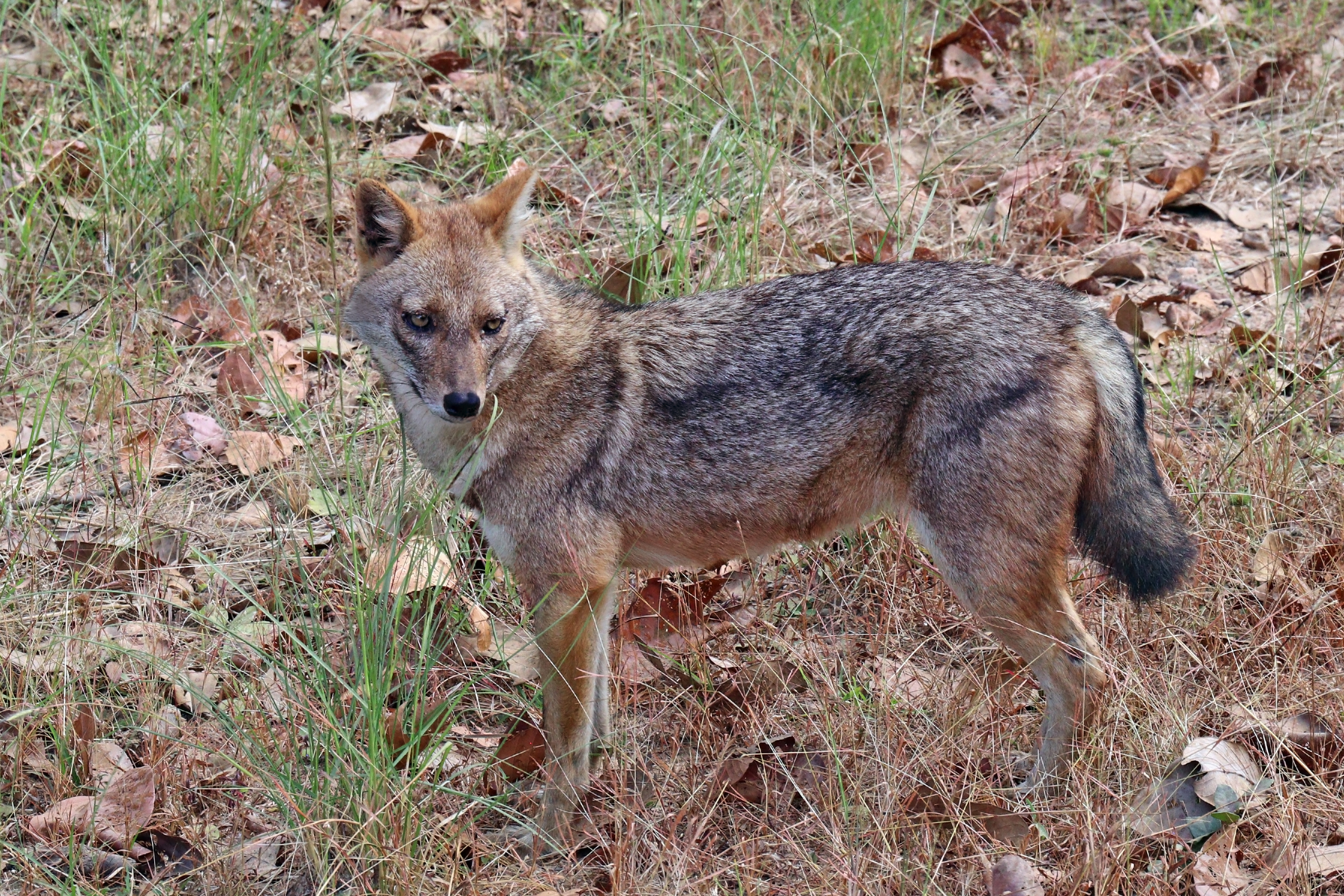
Canis aureus indicus en Inde, parc national de Kanha
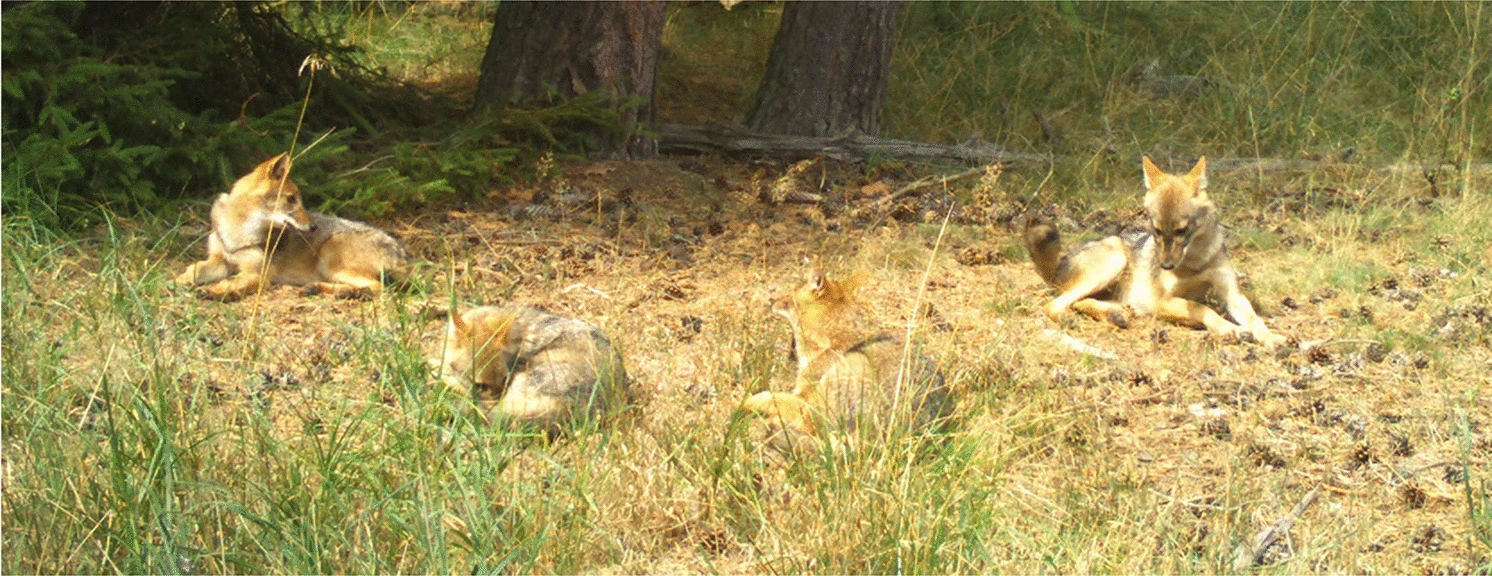
Canis aureus moreotica en Allemagne
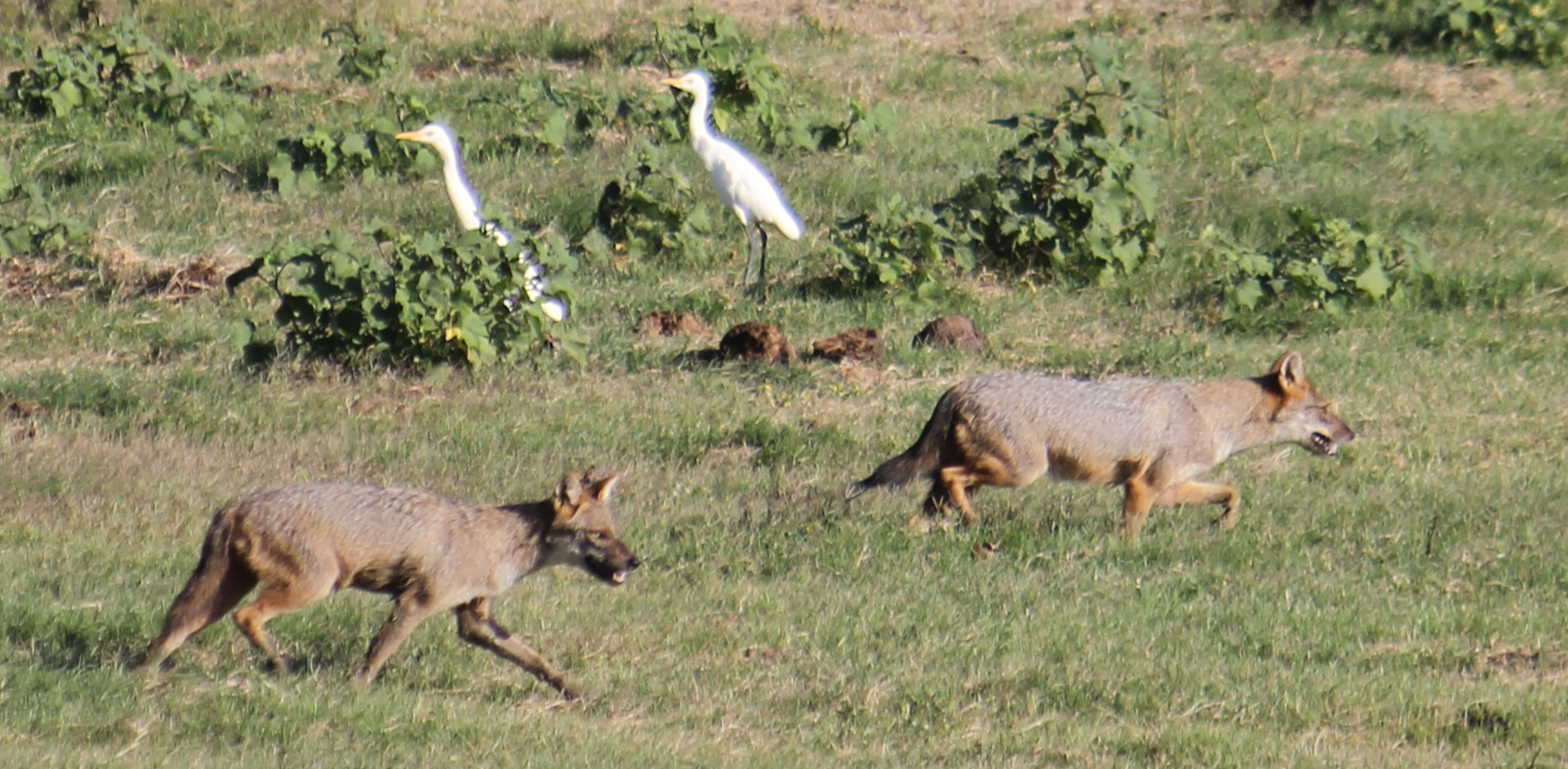
Canis aureus naria au Sri Lanka, parc national d'Uda Walawe
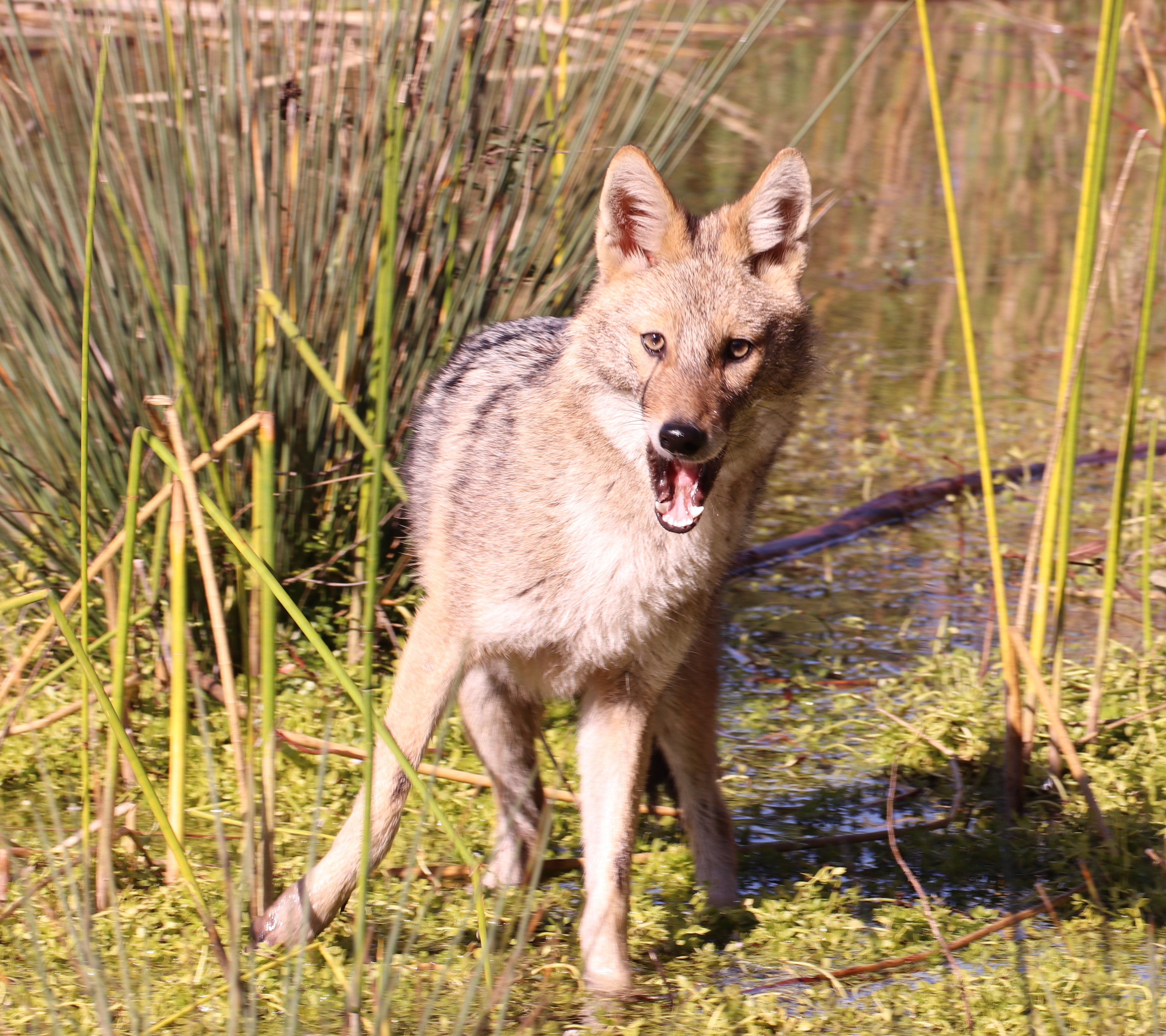
Canis aureus syriacus en Israël, Tel Aviv

## Le chacal doré et l'espèce humaine

### État des populations, pressions, menaces
C'est un animal discret dont les populations ne sont pas bien connues. Il a fait l'objet de plans de conservation en Grèce par exemple, mais est néanmoins classé par l'UICN comme de préoccupation mineure, en raison de la gamme étendue des zones qui lui offrent tout ce dont il a besoin pour se nourrir et s’abriter. En France, bien que son origine naturelle le classe en gibier, il n'est ni chassable, ni piégeable.

### Génétique et dynamique des populations
Une étude de 2015 montre que Canis aureus est bien une espèce distincte de Canis anthus. L'étude des marqueurs moléculaires de l'espèce (dans 5 bassins biogéographiques de populations) a mis en évidence une « diversité génétique plus élevée que ce qui avait été précédemment signalé pour les populations de chacal européens, mais moins de diversité que chez d'autres canidés sauvages comme les loups », ce qui selon les chercheurs reflète une « histoire unique » parmi les carnivores européens. Après un déclin souvent spectaculaire de ses populations et après l'extinction des populations locales, on constate une expansion récente de l'espèce en Europe centrale et septentrionale. Les chacals baltes ont comme origine génétique des populations relictuelles qui étaient situées dans le Caucase et en Europe du Sud-Est. L'étude génétique conclut que l'espèce ne répond pas aux critères des espèces exotiques et potentiellement envahissantes : le chacal doré n'a pas été introduit par l'Homme, et l'on sait par des données et études antérieures que des individus de cette espèce peuvent se déplacer sur des centaines de kilomètres, y compris dans des paysages anthropisés, ce qui invite à un suivi et une gestion de l'espèce à échelle européenne. Ce petit prédateur a été photographié dans le Chablais haut-savoyard en France en décembre 2017, ainsi que vers Frossay en Loire-Atlantique en janvier 2024
Comme tous les canidés, il est sensible à la rage mais, à l'instar du renard, peut être facilement vacciné.

### Consommation
Il a été ou est encore localement consommé, bien que sa viande puisse être source de parasitoses (dont trichinellose ou leishmaniose,).

### Filmographie
- Le Chacal doré, film réalisé par Azzedine Meddour, ENPA, Alger, 1993, 26 min (VHS).